# Ники Рэттл
Ни́ки Рэ́ттл (англ. Niki Rattle; род. 1951) — государственный и политический деятель Островов Кука, спикер парламента Островов Кука с 22 мая 2012 по 15 февраля 2021.

## Биография
Родилась на атолле Манихики. Получила образование дипломированной медсестры, и до назначения в спикеры парламента, восемнадцать лет работала как секретарь Красного креста Островов Кука. Была избрана спикером парламента, 22 мая 2012, премьер-министром Генри Пуной. В 2014, 2015 и 2017 годах, переизбиралась в парламент на пост спикера, активная участница Группы женщин-парламентариев Содружества.
15 февраля 2021 подала в отставку с поста спикера, объяснив свое решение тем что парламенту «нужны новые лица», ее место занял политик Тура Туи.
28 январе 2022 года была назначена уполномоченной по правам человека.